# ليه هاريس
ليه هاريس (بالإنجليزية: Les Harris)‏ هو مهندس بريطاني، ولد في 1939 في المملكة المتحدة، وتوفي في 17 فبراير 2009.